# Provinz Macerata
Die Provinz Macerata (italienisch Provincia di Macerata) ist eine italienische Provinz der Region Marken. Hauptstadt ist Macerata. Sie hat etwa 302.993 Einwohner (Stand 31. Dezember 2023) in 55 Gemeinden auf einer Fläche von 2774 km².
Die Provinz grenzt im Norden an die Provinz Ancona, im Osten an die Adria, im Süden an die Provinz Fermo, im Südwesten an die Provinz Ascoli Piceno und im Westen an Umbrien (Provinz Perugia).

## Größte Gemeinden
(Einwohnerzahlen Stand 31. Dezember 2023)
| Gemeinde            | Einwohner |
| ------------------- | --------- |
| Macerata            | 40.538    |
| Civitanova Marche   | 41.965    |
| Recanati            | 20.673    |
| Tolentino           | 17.719    |
| Potenza Picena      | 15.470    |
| Corridonia          | 14.658    |
| Porto Recanati      | 12.466    |
| San Severino Marche | 11.826    |
| Cingoli             | 9556      |
| Morrovalle          | 9792      |
| Matelica            | 9081      |
| Treia               | 9033      |
| Monte San Giusto    | 7464      |
| Montecosaro         | 7395      |
| Montecassiano       | 6761      |
| Camerino            | 6041      |
| Pollenza            | 6216      |

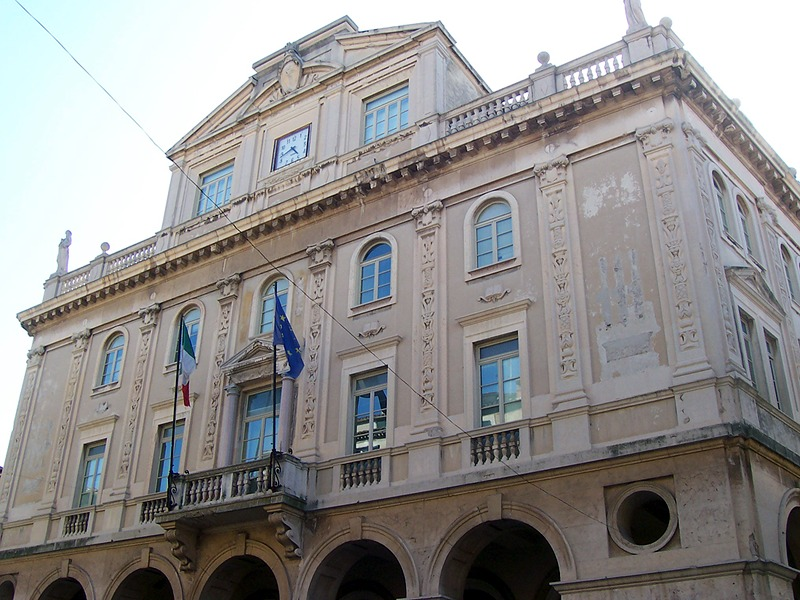
Macerata, Palazzo degli Studi, Regierungssitz der Provinz

Die Liste der Gemeinden in den Marken beinhaltet alle Gemeinden der Provinz mit Einwohnerzahlen.